# Distretto di Sattahip
Il distretto di Sattahip (in thailandese: สัตหีบ) è un distretto (amphoe) della Thailandia, situato nella provincia di Chonburi.